# Agrotis aimonis
Agrotis aimonis är en fjärilsart som beskrevs av Turati 1933. Agrotis aimonis ingår i släktet Agrotis och familjen nattflyn. Inga underarter finns listade i Catalogue of Life.